# Voetbalbond van Newfoundland en Labrador
De Voetbalbond van Newfoundland en Labrador (Engels: Newfoundland and Labrador Soccer Association; NLSA) is de voetbalbond van de Canadese provincie Newfoundland en Labrador.

## Geschiedenis

### Voorgeschiedenis
Sinds de jaren 1880 is voetbal een belangrijke sport op het eiland Newfoundland. In 1896 werd er reeds een competitie opgericht voor ploegen uit de hoofdstad St. John's. Het Dominion Newfoundland kende echter nooit een algemene voetbalbond, pas na de toetreding tot de Canadese Confederatie in 1949 werd hier werk van gemaakt.

### Vroege geschiedenis
In 1950 werd de Newfoundland Amateur Football Association opgericht in een meeting die in St. John's bijeengeroepen was door John Rabbitts uit diezelfde stad en Fred Tessier uit Grand Bank. Rabbitts werd de eerste voorzitter.
De voetbalbond organiseerde in de periode 1950–1966 jaarlijks het All-Newfoundland Championship. Daarin namen de kampioenen van lokale competities – namelijk die van St. John's, het schiereiland Burin en Corner Brook – het op het einde van de voetbalkalender tegen elkaar op.

### Deel van de CSA
Op 1 april 1967 sloot de Voetbalbond van Newfoundland en Labrador zich officieel als lid aan bij de Canadese voetbalbond (CSA). Hierdoor was de bond niet langer een van de rest van het nationale voetballandschap losstaande entiteit. De bond richtte daarom voor het eerste een volwaardige provinciale competitie op die het hele jaar door liep: de Challenge Cup. Door dit alles mag de provinciale kampioen vanaf 1967 jaarlijks deelnemen aan de Challenge Trophy, de nationale Canadese voetbalbeker (voor amateurteams).
In 2001 veranderde de provincie Newfoundland van naam tot "Newfoundland and Labrador", waardoor de voetbalbond zijn naam eveneens veranderde. In de bondsgeschiedenis werd het naamdeel "Football" ook vervangen door de in Canada voor de sport meer in zwang gerakende benaming "Soccer".

## Kampioenschappen
Sinds 1967 organiseert de voetbalbond jaarlijks de Challenge Cup, een provinciale voetbalcompetitie voor mannenteams. Vanaf 1977 organiseert de bond ook de Jubilee Trophy, de provinciale vrouwenvoetbalcompetitie. De bond is eveneens verantwoordelijk voor verschillende kampioenschappen en toernooien voor zowel jeugdspelers (NLSA Premier Youth Provincial Leagues) als senioren.
De provinciale competities bestaan de facto uitsluitend uit ploegen van het dichtbevolkte oosten van het eiland Newfoundland, terwijl ploegen uit andere streken enkel in lokaal georganiseerde kampioenschappen spelen. Om ook de rest van de zeer uitgestrekte provincie bij het voetbal te betrekken, creëerde de voetbalbond de Newfoundland and Labrador Cup (NL Cup). Dit is een bekercompetitie, geïnspireerd op het format van Engelse FA Cup, die voor het eerst gehouden werd in 2024.

## Lokale voetbalbonden en -competities
De provincie Newfoundland en Labrador telt verschillende lokale voetbalbonden (vaak op gemeentelijk niveau), enkele lokale atletiekbonden met een voetbalafdeling en losstaande amateurvoetbalclubs. Zij organiseren onder andere lokale competities en toernooien, vriendschappelijke wedstrijden, jeugdkampen enzovoort. Verscheidene ploegen in de provincie zijn erg lokaalgericht daar de afstanden in de provincie enorm zijn.
De belangrijkste competities op het "tweede niveau" in de provincie zijn, zowel bij de heren als dames, de St. John's Intermediate League en de Corner Brook Senior Soccer League. Deze vallen in het versnipperde provinciale voetballandschap niet direct onder de NLSA, maar eerder onder een organiserende club (die wel bij de NLSA is aangesloten).
De voornaamste lokale voetbalbonden, allen lid van de overkoepelende NLSA, zijn hieronder opgelijst. Sommige van deze bonden vallen volledig samen met één club (zoals die van Mount Pearl), andere hebben meerdere clubs die lid zijn (zoals die van het schiereiland Burin).
| Oost-Newfoundland - Burin Peninsula Soccer Association - Clarenville Area Soccer Association - Conception Bay North Soccer Association - Conception Bay South Soccer Association - Mount Pearl Soccer Association - Portugal Cove-St. Philip's Minor Soccer Association | Centraal-Newfoundland - Exploits Soccer Association West-Newfoundland - Corner Brook Minor Soccer Association - Deer Lake Minor Soccer Association Labrador - Happy Valley-Goose Bay Minor Soccer Association - Labrador West Minor Soccer Association |

## Voorzitters
- 1950–?: John Rabbitts[1]
- ?–1967–?: Gus Etchegary[1]
- ?–2007–?: Dee Murphy[1]
- ?–heden: Doug Redmond